# Luju Celico
Der Luju Celiko, auch Loedjoe Tjeliko, Oelang Aling, Tjoeriga, ist ein Dolch aus Sumatra.

## Beschreibung
Der Luju Celiko hat eine gerade, einschneidige Klinge. Die Klinge ist keilförmig und wird vom Heft zum Ort schmaler. Die Klinge ist glatt und hat weder Mittelgrat noch Hohlschliff. Der Ort ist leicht abgerundet. Das Heft besteht aus hohl gearbeitetem Goldblech oder einer Legierung aus Gold, Silber und Kupfer (indon. Suasa), das mit einem Naturharz ausgegossen wird. Er wird von der Zwinge an breiter und keulenförmig. Am Knauf biegt er in einem Winkel von etwa 90° ab und läuft spitz und dünn zu. Die Scheiden haben einen verbreiterten Mund. Der Luju Celiko wird unter anderem auf Hochzeiten benutzt. Der Bräutigam trägt den Dolch in einem Gürtel auf dem Rücken. Der Luju Celiko wird von Ethnien in Sumatra benutzt.